# Geusselt (verkeersknooppunt)
Het verkeersplein Geusselt was een gelijkvloerse kruising met verkeerslichten van de A2/N2 met de Viaductweg en de Terblijterweg in de Limburgse stad Maastricht. Komende vanuit het noorden telde de kruising 6 opstelstroken. Sinds 2016 is verkeersplein Geusselt afrit 53 van de A2.

## Geschiedenis
De stadstraverse (N2) werd in 1959 in gebruik genomen en volgde min of meer het tracé van de Wittevrouwenweg. Plaatselijk was de weg bekend als President Rooseveltlaan (noordelijk deel), Koningsplein-Oranjeplein (middendeel) en Nassaulaan (zuidelijk deel). De weg strekte zich uit tussen de verkeerspleinen Geusselt en Europaplein, dwars door Maastricht-Oost. Laatstgenoemd verkeersplein werd in 1969 een ongelijkvloers knooppunt.

## Nieuwe situatie sinds december 2016
De kruising Geusselt is tussen 2011 en 2016, tijdens de bouw van de Koning Willem-Alexandertunnel, omgevormd tot ongelijkvloers verkeersknooppunt met op- en afritten (nummer 53) van de A2, met aansluiting op de Viaductweg en de Terblijterweg (N590). Ten zuiden van afrit 53 ligt de noordelijke ingang van de dubbeldekse Koning Willem-Alexandertunnel, waarvan de bovenste tunnellaag bedoeld is voor het bestemmingsverkeer (N2) en de onderste voor het doorgaand verkeer (A2).